# Audrey Vaillancourt
Audrey Vaillancourt (Quebec, 26 de junio de 1991) es una deportista canadiense que compitió en biatlón. Ganó una medalla de oro en el Campeonato Europeo de Biatlón de 2014, en la prueba individual.

## Palmarés internacional
| Campeonato Europeo | Campeonato Europeo           | Campeonato Europeo | Campeonato Europeo |
| Año                | Lugar                        | Medalla            | Prueba             |
| ------------------ | ---------------------------- | ------------------ | ------------------ |
| 2014               | Nové Město (República Checa) | Medalla de oro     | Individual         |